# Edward Carmichael
Ed Carmichael (Los Ángeles, Estados Unidos, 2 de enero de 1907-ibídem, 3 de agosto de 1960) fue un gimnasta artístico estadounidense, medallista de bronce olímpico en Los Ángeles 1932 en salto de potro.

## Carrera deportiva
En las Olimpiadas de Los Ángeles 1932 ganó el bronce en la competición de salto de potro, quedando en el podio tras el italiano Savino Guglielmetti y su compatriota Al Jochim.